# 內特萊克 (明尼蘇達州康契欽縣)
內特萊克（英語：Nett Lake）是位於美國明尼蘇達州康契欽縣的一個未組織地區。

## 地方資料
內特萊克的面積為360.23平方千米，當中陸地面積為340.05平方千米，而水域面積為20.18平方千米。根據2020年美國人口普查的數據，當地共有人口80人，而人口密度為每平方千米0.22人。